# Isabellfarbiger Wulstling
Der Isabellfarbige- oder Kammrandige Wulstling (Amanita eliae) ist eine Pilzart aus der Familie der Wulstlingsverwandten (Amanitaceae).

## Merkmale
Der Hut von Amanita eliae ist 40 bis 90 mm breit, jung halbkugelig-, später ausgebreitet gewölbt und teilweise nahezu flach. Die Farbe variiert zwischen weißlich-gelb, blass nussbraun und rotbräunlichen Tönen und verdunkelt sich zur Hutmitte hin. Die Oberfläche (Huthaut) ist in der Beschaffenheit glatt, aber tendenziell grobschuppig. Der Hutrand ist kammförmig gefurcht, gerieft und oft mit weißen, filzigen Hüllresten bedeckt. Die an der Unterseite des Hutes befindlichen Lamellen sind dicht gedrängt und weiß bis cremefarben.
Der Stiel erreicht Größen von 10 bis 15 cm Länge und 1 bis 2,5 cm im Durchmesser, seine Farbe ist graubraun. Er trägt eine fein zerklüftete Textur. Am Stiel sitzt, in Form eines Kragens, ein dünner Ring oder Ringrest, die Manschette. Die Stielbasis weist geringe, knollige Verdickungen auf und ist von weißlich-grauer, poröser Volva umgeben. Die Konsistenz wird unter anderem als zäh, elastisch wie auch als ledrig beschrieben. Die Farbe des Fleisches ist weiß. Geruchlich und im Geschmack ist der Pilz mild und wenig auffällig. Er ist ungenießbar.
Im Gegensatz zu anderen Wulstlingen (z. B. dem Zweifarbigen Scheidenstreifling) mit ebenfalls gerieftem Hutrand, die zur Untergattung Amanitopsis gehören, sind die Sporen dieses Wulstlings schwach amyloid. Sie wurden mit etwa 10–13 × 6–8 µm gemessen, die Form ist oval bis elliptisch. Das Sporenpulver ist weiß.

## Artabgrenzung
Verwechslungsgefahr besteht mit dem hochgiftigen Verwandten, dem Grünen Knollenblätterpilz und anderen Wulstlingen.

## Vorkommen
Amanita eliae wurde das erste Mal in Frankreich beschrieben und ist dort auch am häufigsten anzutreffen. In ganz Europa tritt die Art in Laubwäldern mit sauren Böden, hauptsächlich in Symbiose mit Eichen und Buchen, seltener Kastanien, Birken, Hasel und vereinzelt mit Kiefern auf. Der Fruchtkörper ist vom Sommer bis in den Herbst hinein zu finden. Generell gilt der Pilz als selten.